# Championnat de République dominicaine de football 2011-2012
Navigation
Saison précédente Saison suivante
La saison 2011-2012 du Championnat de République dominicaine de football est la septième édition de la Liga Mayor, le championnat de première division en République dominicaine. Les cinq équipes engagées sont regroupées au sein d'une poule unique, où elles s’affrontent à trois reprises. Il n'y a ni promotion, ni relégation en fin de saison.
C'est le Deportivo Pantoja qui est sacré cette saison après avoir terminé en tête du classement final, avec trois points d'avance sur le Bauger Fútbol Club et cinq sur le Club Barcelona Atlético. Il s’agit du cinquième titre de champion de République dominicaine de l’histoire du club.

## Les clubs participants
- Club Barcelona Atlético
- Bauger Fútbol Club
- Deportivo Pantoja
- Atlético San Cristóbal
- Universidad Organización y Métodos

## Compétition
Le barème utilisé pour établir le classement est le suivant :
- Victoire : 3 points
- Match nul : 1 point
- Défaite : 0 point

### Classement
| Rang | Équipe                             | Pts | J  | G | N | P | Bp | Bc | Diff |  | Résultats (▼ dom., ► ext.)         | Pan | Bau | BAt | SCr | UOM | Pan | Bau | BAt | SCr | UOM |
| ---- | ---------------------------------- | --- | -- | - | - | - | -- | -- | ---- |  | ---------------------------------- | --- | --- | --- | --- | --- | --- | --- | --- | --- | --- |
| 1    | Deportivo Pantoja                  | 28  | 12 | 9 | 1 | 2 | 38 | 14 | +24  |  | Deportivo Pantoja                  |     | 2-1 | 2-3 | 2-1 | 5-1 |     | 1-2 | 4-1 |     | 4-1 |
| 2    | Bauger Fútbol Club                 | 25  | 12 | 8 | 1 | 3 | 20 | 14 | +6   |  | Bauger Fútbol Club                 | 0-3 |     | 1-0 | 1-0 | 1-1 |     |     |     | 2-0 | 3-1 |
| 3    | Club Barcelona Atlético            | 23  | 12 | 7 | 2 | 3 | 34 | 19 | +15  |  | Club Barcelona Atlético            | 2-2 | 4-0 |     | 3-2 | 5-0 |     | 2-3 |     |     | 2-2 |
| 4    | Atlético San Cristóbal             | 4   | 11 | 1 | 1 | 9 | 11 | 27 | -16  |  | Atlético San Cristóbal             | 1-3 | 0-5 | 1-4 |     | 4-2 | 0-2 |     | 1-2 |     |     |
| 5    | Universidad Organización y Métodos | 3   | 11 | 0 | 3 | 8 | 11 | 40 | -29  |  | Universidad Organización y Métodos | 1-8 | 0-1 | 1-6 | 1-1 |     |     |     |     | -/- |     |

|  | Champion de République dominicaine 2011-2012 |

- La rencontre de la 13e journée entre l'Universidad Organización y Métodos et l'Atlético San Cristóbal n'a pas été disputée.

## Bilan de la saison
| Championnat de République dominicaine de football 2011-2012 |                              |
| Champion                                                    | Deportivo Pantoja (5e titre) |
| Qualifications continentales                                |                              |
| CFU Club Championship 2013                                  | Aucun                        |
| Promotions et relégations                                   |                              |
| Promus en Liga Mayor                                        | Aucun                        |
| Relégués                                                    | Aucun                        |